# جون أرنولد (كاهن كاثوليكي)
جون أرنولد (بالإنجليزية: John Arnold)‏ هو كاهن كاثوليكي بريطاني، ولد في 12 يونيو 1953 في شفيلد في المملكة المتحدة.